# Trachelas mombachensis
Trachelas mombachensis – gatunek pająka z rodziny Trachelidae.
Gatunek ten został opisany w 2015 roku przez Matthew Leistera i Kelly Miller.
Samce osiągają od 4 do 4,8 mm długości ciała i od 2,1 do 2,6 mm długości karapaksu. U samic długość ciała dochodzi do 4,6–5 mm, a karapaksu do 2,3–2,4 mm. Owalny karapaks, szczękoczułki i sternum są ciemnorudobrązowe, a trapezowata warga dolna i dłuższe niż szerokie endyty rudobrązowe. Część głowowa karapaksu zwęża się ku zaokrąglonemu przodowi i wyposażona jest w 8 par oczu – tylny ich rząd jest silnie, a przedni słabo odchylony. Obie krawędzie szczękoczułków mają po 3 ząbki. Opistosoma jest owalna, jasnożółtobrązowa, u obu płci na stronie brzusznej ma pomarańczowobrązową tarczkę, natomiast tylko u samca występuje słabo zaznaczona pomarańczowa tarczka na wierzchu. Dwie pierwsze pary nóg są rudobrązowe, a następne żółtobrązowe. Samiec ma szeroki konduktor zakrzywiony wokół lekko skręconego embolusa, osadzonego na wierzchołku bulbusa. U samicy otwory kopulacyjne położone są u nasady przewodów bocznych, które sięgają do przodu poza nie. 
Pająk endemiczny dla Nikaragui, znany tylko z rejonu wulkanu Mombacho.